# Bouygues Télécom (wielerploeg)/2008
Deze pagina geeft een overzicht van de wielerploeg Bouygues Telecom in 2008.
| Naam                | Geboortedatum | Nationaliteit | Ploeg 2007 |
| ------------------- | ------------- | ------------- | ---------- |
| Julien Belgy        | 06-05-1983    | Frankrijk     |            |
| Giovanni Bernaudeau | 25-08-1983    | Frankrijk     |            |
| Olivier Bonnaire    | 02-03-1983    | Frankrijk     |            |
| Dimitri Champion    | 06-09-1983    | Frankrijk     |            |
| Mathieu Claude      | 17-03-1983    | Frankrijk     |            |
| Stef Clement        | 24-09-1982    | Nederland     |            |
| Aurélien Clerc      | 26-08-1979    | Zwitserland   |            |
| Nicolas Crosbie     | 02-04-1980    | Frankrijk     |            |
| Pierrick Fédrigo    | 30-11-1978    | Frankrijk     |            |
| Xavier Florencio    | 26-12-1979    | Spanje        |            |
| Damien Gaudin       | 20-08-1980    | Frankrijk     | beloften   |
| Yohann Gène         | 25-06-1981    | Frankrijk     |            |
| Anthony Geslin      | 09-06-1980    | Frankrijk     |            |
| Saïd Haddou         | 23-11-1982    | Frankrijk     |            |
| Vincent Jérôme      | 26-11-1984    | Frankrijk     |            |
| Arnaud Labbe        | 03-11-1976    | Frankrijk     |            |
| Laurent Lefèvre     | 02-07-1976    | Frankrijk     |            |
| Rony Martias        | 04-08-1980    | Frankrijk     |            |
| Alexandre Pichot    | 06-01-1983    | Frankrijk     |            |
| Jérôme Pineau       | 02-01-1980    | Frankrijk     |            |
| Erki Pütsep         | 25-05-1976    | Estland       |            |
| Perrig Quéméneur    | 26-04-1984    | Frankrijk     | beloften   |
| Franck Renier       | 11-04-1974    | Frankrijk     |            |
| Jevgeni Sokolov     | 11-06-1984    | Rusland       | beloften   |
| Matthieu Sprick     | 29-09-1981    | Frankrijk     |            |
| Joeri Trofimov      | 26-01-1984    | Rusland       | beloften   |
| Johann Tschopp      | 01-07-1982    | Zwitserland   |            |
| Sébastien Turgot    | 11-04-1984    | Frankrijk     | beloften   |
| Thomas Voeckler     | 22-06-1979    | Frankrijk     |            |

2000 · 2001 · 2002 · 2003 · 2004 · 2005 · 2006 · 2007 · 2008 · 2009 · 2010 · 2011 · 2012 · 2013 · 2014 · 2015 · 2016 · 2017 · 2018 · 2019 · 2020 · 2021 · 2022 · 2023 · 2024 · 2025
AG2R-La Mondiale · Astana · Bouygues Télécom · Caisse d'Epargne · Cofidis, Le Crédit par Téléphone · Team Columbia · Crédit Agricole · Team CSC · Euskaltel-Euskadi · La Française des Jeux · Team Gerolsteiner · Lampre-Fondital · Liquigas-Bianchi · Team Milram · Silence-Lotto · Quick·Step-Innergetic · Rabobank · Saunier Duval-Scott